# NGC 4143
NGC 4143 је спирална галаксија у сазвежђу Ловачки пси која се налази на NGC листи објеката дубоког неба.
Деклинација објекта је + 42° 32' 4" а ректасцензија 12h 9m 36,2s. Привидна величина (магнитуда) објекта NGC 4143 износи 10,8 а фотографска магнитуда 11,8. Налази се на удаљености од 15,900 милиона парсека од Сунца. NGC 4143 је још познат и под ознакама UGC 7142, MCG 7-25-36, CGCG 215-39, PGC 38654.